# Emergencia en Australia Occidental de marzo de 1942
La Emergencia en Australia occidental de marzo de 1942 , fue una serie de eventos que ocurrieron en el norte de Australia Occidental que le dieron a las fuerzas militares australianas serias preocupaciones sobre la capacidad de los japoneses de moverse por la costa de Australia Occidental. Los ataques aéreos contra Broome y otros lugares en marzo de 1942 causaron que los Aliados para reforzar a las fuerzas militares, situado en el Oeste de Australia para defender el estado.
La acción fue tomada para defenderse contra la posibilidad de que una fuerza de buques de guerra y aviones japoneses intentara atacar las ciudades de Fremantle y Perth. La velocidad y el alcance de la expansión japonesa hasta este momento se consideró una gran amenaza para la región.
La propaganda japonesa se produjo en ese momento para difundir la idea de la invasión o bombardeo de las ciudades del sur de Australia. Las autoridades intentaron disipar los temores un mes antes de los atentados de Darwin. Los acontecimientos que rodearon los bombardeos y la respuesta de las autoridades en el norte de Australia fueron referidos como tácticas de "susto japonés".
El trabajo realizado en Fremantle y Perth para prepararse para una invasión o ataque inminente fue el más extenso en la historia de Australia Occidental. El establecimiento de la base submarina de Fremantle fue parte de las acciones defensivas. La posterior emergencia en Australia Occidental de marzo de 1944 fue en efecto una repetición de la emergencia de 1942, pero menos dañina en comparación con los bombardeos sobre Broome y otros lugares durante la emergencia de 1942.